# Athens (Kentucky)
Pour les articles homonymes, voir Athens.
Athens est un petit village américain non constitué en municipalité dépendant de la ville de Lexington, dans le comté de Fayette dans l'État du Kentucky. Ce village est mentionné la première fois en 1786 sous le nom de communauté de Cross Plains, pour être nommé Athens en 1826.

## Histoire
C'est par une décision de l'Assemblée générale du Kentucky que la  communauté de Cross Plains prend le nom de Athens en 1826.
En 1979, Athens est inscrit au Registre national des lieux historiques (National Register of Historic Places) des États-Unis.

## Personnalités liées à la ville
- Daniel Boone
- Elizabeth Harrison (pédagogue)